# Index on Censorship
Index on Censorship, (tidligere: Writers and Scholars Educational Trust (WSI)), etableret i 1972, er en engelsk almennyttig organisation for ytringsfrihed, hjemhørende i Storbritannien med hovedkontor i London.
Organisationen udgiver tidsskriftet af samme navn, Index on Censorship.
WSI blev oprettet af poeten Stephen Spender, oxford- filosoffen Stuart Hampshire, journalisten David Astor samt forfatteren Edward Crankshaw.
Den første redaktør for tidsskriftet var Michael Scammell.

## Ekstern henvisning
- Organisationens hjemmeside (engelsk)